# Energid Technologies
Energid Technologiesは、ロボット工学、マシンビジョンおよびリモート制御における困難な課題の解決を専門とする技術工学系の企業である。
2001年に創設され、アメリカ合衆国マサチューセッツ州ケンブリッジに本社を置く。